# الحجاج (جنديرس)
الحجاج أو حاجيلر (بالكردية: Hecîler أو Hecilerê‏) سابقًا هي قرية سوريّة تتبع إداريّاً لمحافظة حلب منطقة عفرين ناحية جنديرس. بلغ تعداد سكانها 1,409 نسمة حسب قيود السجل المدني لنهاية عام 2005.